# 第80回全国高等学校ラグビーフットボール大会
第80回全国高等学校ラグビーフットボール大会は、2000年（平成12年）12月27日から2001年（平成13年）1月7日まで近鉄花園ラグビー場にて行われた全国高等学校ラグビーフットボール大会である。優勝は京都府の伏見工業高校（3回目）。

## 概要
- 今大会から國學院栃木、東福岡が現在に至るまで連続出場を続けている（2018年度現在）。
- 末尾0回目の開催ながら、出場校数の増加は実施されなかった。

### 日程
- 12月27日、12月28日 1回戦
- 12月30日 2回戦
- 1月1日 3回戦
- 1月3日 準々決勝
- 1月5日 準決勝
- 1月7日 決勝

## 出場校
※マークがシード校
北海道
- 北北海道代表 - 富良野（初出場）
- 南北海道代表 - 札幌山の手（初出場）

東北
- 青森県代表 - 三本木農（3年連続10回目）
- 岩手県代表 - 盛岡工（2年連続27回目）
- 宮城県代表 - 仙台育英（5年連続7回目）※
- 秋田県代表 - 秋田工（3年連続57回目）※
- 山形県代表 - 山形中央（3年連続9回目）
- 福島県代表 - 平工（5年ぶり5回目）

関東
- 茨城県代表 - 清真学園（2年ぶり4回目）
- 栃木県代表 - 國学院栃木（2年ぶり6回目）
- 群馬県代表 - 東農大二（16年連続17回目）
- 埼玉県代表 - 埼工大深谷（4年連続6回目）※
- 千葉県代表 - 流通経済大柏（6年連続8回目）※
- 東京都第一代表 - 國学院久我山（10年連続26回目）※
- 東京都第二代表 - 東京（6年ぶり2回目）
- 神奈川県代表 - 桐蔭学園（2年ぶり3回目）※
- 山梨県代表 - 日川（23年連続32回目）

北信越
- 新潟県代表 - 新潟工（2年連続26回目）
- 長野県代表 - 岡谷工（2年連続16回目）
- 富山県代表 - 砺波（4年ぶり11回目）
- 石川県代表 - 羽咋工（2年ぶり20回目）
- 福井県代表 - 若狭（7年ぶり2回目）

東海
- 静岡県代表 - 浜松工（2年連続2回目）
- 愛知県代表 - 西陵商（3年ぶり31回目）
- 岐阜県代表 - 関商工（9年連続23回目）
- 三重県代表 - 四日市農芸（3年連続8回目）

近畿
- 滋賀県代表 - 八幡工（3年連続18回目）
- 京都府代表 - 伏見工（6年連続13回目）※
- 大阪府第一代表 - 啓光学園（10年連続13回目）※
- 大阪府第二代表 - 大阪桐蔭（3年ぶり3回目）※
- 大阪府第三代表 - 東海大仰星（3年連続4回目）※
- 兵庫県代表 - 報徳学園（13年連続31回目）
- 奈良県代表 - 天理（3年連続54回目）※
- 和歌山県代表 - 熊野（3年ぶり4回目）

中国
- 鳥取県代表 - 米子東（5年連続7回目）
- 島根県代表 - 江の川（10年連続10回目）
- 岡山県代表 - 津山工（2年連続19回目）
- 広島県代表 - 福山誠之館（8年ぶり3回目）
- 山口県代表 - 萩工（8年ぶり7回目）

四国
- 徳島県代表 - 脇町（10年ぶり16回目）
- 香川県代表 - 坂出工（4年連続14回目）
- 愛媛県代表 - 新田（4年連続38回目）
- 高知県代表 - 土佐塾（4年連続5回目）

九州・沖縄
- 福岡県代表 - 東福岡（3年ぶり11回目）
- 佐賀県代表 - 佐賀工（19年連続29回目）※
- 長崎県代表 - 長崎北（7年ぶり5回目）
- 熊本県代表 - 熊本西（2年連続7回目）
- 大分県代表 - 大分舞鶴（15年連続39回目）※
- 宮崎県代表 - 高鍋（2年ぶり11回目）
- 鹿児島県代表 - 鹿児島実（4年ぶり7回目）
- 沖縄県代表 - 名護（7年ぶり4回目）

## 試合時間
※全試合30分ハーフで行う。同点で終了した場合は1.トライ数2.ゴール数3.抽選の順にて次回出場校を決める。

## 試合

### 1回戦
- 砺波 8 - 5 脇町
- 東京 34 - 3 若狭
- 富良野 34 - 17 米子東
- 長崎北 22 - 20 西陵商
- 岡谷工 56 - 5 土佐塾
- 四日市農芸 57 - 10 福山誠之館
- 東農大二 39 - 3 名護
- 高鍋 42 - 10 平工
- 盛岡工 24 - 14 報徳学園
- 三本木農 40 - 19 津山工

- 清真学園 20 - 7 新田
- 江の川 29 - 15 札幌山の手
- 羽咋工 31 - 0 坂出工
- 熊本西 24 - 21 山形中央
- 新潟工 24 - 15 八幡工
- 東福岡 53 - 8 浜松工
- 関商工 31 - 5 熊野
- 日川 15 - 7 萩工
- 国学院栃木 21 - 12 鹿児島実

### 2回戦
- 佐賀工 137 - 0 砺波
- 東京 32 - 0 富良野
- 東海大仰星 49 - 5 長崎北
- 秋田工 24 - 10 岡谷工
- 大阪桐蔭 57 - 11 四日市農芸
- 桐蔭学園 38 - 12 東農大二
- 大分舞鶴 92 - 7 高鍋
- 仙台育英 43 - 19 盛岡工

- 伏見工 50 - 0 三本木農
- 江の川 37 - 28 清真学園
- 天理 48 - 5 羽咋工
- 流経大柏 26 - 10 熊本西
- 啓光学園 46 - 3 新潟工
- 東福岡 36 - 24 国学院久我山
- 日川 19 - 17 関商工
- 埼工大深谷 63 - 5 国学院栃木

### 3回戦
- 佐賀工 62 - 17 東京
- 東海大仰星 21 - 18 秋田工
- 桐蔭学園 22 - 19 大阪桐蔭
- 仙台育英 19 - 17 大分舞鶴

- 伏見工 40 - 0 江の川
- 天理 22 - 12 流経大柏
- 啓光学園 24 - 22 東福岡
- 埼工大深谷 69 - 14 日川

### 準々決勝
- 佐賀工 22 - 19 東海大仰星
- 仙台育英 29 - 20 桐蔭学園

- 伏見工 26 - 14 天理
- 埼工大深谷 42 - 27 啓光学園

### 準決勝
- 佐賀工 31 - 31 仙台育英
- 伏見工 26 - 12 埼工大深谷

### 決勝
- 伏見工（8年ぶり3回目） 21 - 3 佐賀工

## 関連試合

### 第24回高校東西対抗試合
- 大会で特に活躍した選手を選抜した上で東西に分かれて行ういわば高校ラグビー版オールスターゲームである。

東軍監督丹野博太、西軍監督高崎利明、2001年1月13日 国立競技場 試合結果東軍 49-31 西軍